# Вальд-Перлов, Виктор Михайлович
Ви́ктор Миха́йлович Вальд-Пе́рлов (22 августа 1929, Одесса — 26 февраля 2012, Москва) — советский учёный-радиофизик, один из создателей лавинно-пролётного диода, лауреат Ленинской премии (1978).

## Биография
В. М. Вальд-Перлов родился 22 августа 1929 года в Одессе. В 1947 году поступил на физико-технический факультет Московского государственного университета (впоследствии — с 1951 г. — преобразованный в Физико-технический институт). В 1951 году переведен в Горьковский государственный университет на радиофизический факультет, который с отличием оканчивает в 1953 году с присвоением квалификации физика-исследователя. С марта 1956 года работает в головном научно-исследовательском институте Министерства электронной промышленности СССР «Пульсар» на должностях инженера, ведущего инженера. С 1960 года — начальник лаборатории СВЧ-диодов этого института.
В 1963 году защитил диссертацию на соискание учёной степени кандидата физико-математических наук, посвящённую разработке параметрических диодов. В 1966 году награждён орденом Трудового Красного Знамени. С 1990 года — доктор технических наук, тема диссертации: «Германиевые и арсенид-галлиевые лавинно-пролётные диоды».

## Научные интересы и достижения
В 1960-х годах в НИИ «Пульсар» под руководством В. М. Вальд-Перлова разработаны первые советские параметрические диоды, используемые в конструировании малошумящих усилителей СВЧ-диапазона. На базе этих приборов функционировали экспериментальные спутники сверхдальней связи «Молния» и станции «Орбита».
В 1960-х годах на базе открытия, сделанного А. С. Тагером в 1959 г., В. М. Вальд-Перлов начал развивать принципы создания лавинно-пролётных диодов, первый из которых был внедрён в промышленность на несколько лет раньше, чем подобные приборы появились в США.
20 апреля 1978 года А. С. Тагеру, В. М. Вальд-Перлову, А. И. Мельникову и Ю. А. Пожеле была присуждена Ленинская премия «за комплекс теоретических и экспериментальных исследований генерации и усиления электромагнитных колебаний сверхвысоких частот при лавинной ионизации в полупроводниках и создание нового класса полупроводниковых приборов — лавинно-пролётных диодов».
В 1970—1990-х годах под руководством В. М. Вальд-Перлова осуществлялись разработки всех советских германиевых и арсенид-галлиевых лавинно-пролётных диодов различных диапазонов частот, мощностей, режимов использования.
Благодаря его вкладу, НИИ «Пульсар» в течение трёх десятилетий был передовым разработчиком лавинно-пролётных диодов в мировом масштабе.
С 1990-х годов по 2011 руководил разработкой монолитных СВЧ-схем (переключатели, аттенюаторы, фазовращатели) и дискретных приборов, предназначенных для защиты приемных устройств.
В. М. Вальд-Перлов — автор более 100 научных работ и авторских свидетельств. Написанная совместно с А. С. Тагером монография «Лавинно-пролётные диоды и их применение в технике СВЧ» (М., «Советское радио», 1968) до настоящего времени остаётся фундаментальным трудом, детально анализирующим физику лавинного пробоя и конструкцию СВЧ-устройств на лавинно-пролётных диодах.
В 1992 г. награждён значком «Почетный радист». Почетный член общества А. С. Попова и института IEEE.
Под его руководством защищены 7 кандидатских и 2 докторских диссертации.

## Семья
Жена — В. В. Волцит, кандидат технических наук, специалист в области германиевых и арсенид-галлиевых полупроводниковых приборов, работала в НИИ «Пульсар» (1955—1989).
Дочь — Ольга, кандидат биологических наук.